# Svart stig
Svart stig är en svensk kriminalroman från 2006, skriven av Åsa Larsson. Boken är den tredje i serien om juristen Rebecka Martinsson. I Sverige har boken sålt i över 100 000 exemplar.
En kvinna hittas död i en pimpelark på Torne träsks isar. Polisinspektör Anna-Maria Mella och hennes kollega Sven-Erik Stålnacke dras in i fallet. Rebecka Martinsson har, efter en lång tids vistelse på ett rehabiliteringshem, återvänt till Kiruna och sin farmors hus i Kurravaara, men plågas fortfarande av svåra minnen.